# Killeigh
Killeigh (iriska: Cill Aichidh) är en ort i republiken Irland.   Den ligger i grevskapet Uíbh Fhailí och provinsen Leinster, i den centrala delen av landet, 80 km väster om huvudstaden Dublin. Killeigh ligger 97 meter över havet och antalet invånare är 197.
Terrängen runt Killeigh är platt, och sluttar norrut.Runt Killeigh är det glesbefolkat, med 17 invånare per kvadratkilometer. Närmaste större samhälle är Tullamore, 7,2 km norr om Killeigh. Trakten runt Killeigh består i huvudsak av gräsmarker.